# Stanley, Wisconsin
Stanley är en ort i Chippewa County i delstaten Wisconsin, USA.